# (12673) Kiselman
(12673) Kiselman est un astéroïde de la ceinture principale.

## Description
(12673) Kiselman est un astéroïde de la ceinture principale. Il fut découvert le 16 mars 1980 à La Silla par Claes-Ingvar Lagerkvist. Il présente une orbite caractérisée par un demi-grand axe de 3,01 UA, une excentricité de 0,08 et une inclinaison de 8,6° par rapport à l'écliptique.

## Compléments